# 終ノ空
『終ノ空』（ツイノソラ）は、ケロQのデビュー作にあたるアダルトゲームである。
同じ事件を4人の変わった主人公の視点から読み解くノベル系ADVゲーム。
哲学を素材としており、ヴィトゲンシュタインを基調とする作風に見せかけているものの、実際には言語的な問題よりも認識論的な問題に関心が集中しており、英米系の哲学というよりは、極めて大陸的な哲学の影響を受けている。
なお、2010年にケロQから発売された『素晴らしき日々 〜不連続存在〜』は、本作のシナリオを担当したSCA-自氏が本作と同じ題材を用いてシナリオを書いた作品で、全体的なストーリーラインは概ね同じであり、同一ではなくとも本作の登場キャラクターが複数登場する。終盤のルートでは「終ノ空Ⅱ」をプレイできる。しかし、続編やリメイクではなく、切り口も全く異なる。

## リメイク・再販
『終ノ空 remake』が開発中だったが、『素晴らしき日々 〜不連続存在〜』に姿を変える事で企画が消滅した。2019年にcharacter1で没CGが公開された。
2020年12月25日発売の『素晴らしき日々～不連続存在 10th Anniversary特別仕様版』には、『終ノ空』『終ノ空 remake』が収録された。
2025年7月20日発売の『素晴らしき日々~不連続存在~ 15th Anniversary Edition』には、『終ノ空 remake -2025ver-』が収録された。
2020年発売の『remake』を元に、新規シーンの追加や、CGのリメイク・差分追加などが行われている。

## あらすじ
高島ざくろは、不良に犯された矢先、ほかの学校の生徒から「あなたは私達の仲間であり、世界を救う存在だ」と言われて、学校の屋上から飛び降り自殺する。
学園内が狂気に満ち、4人の主人公が違った認識から『終ノ空』に関わっていくこととなる。
一方、同じ学校の間宮卓司は、ざくろの死を世界の終末だと受け取り、生徒たちの前で演説を行う。彼の演説は多くの生徒に影響を与え、学校地下を拠点とした宗教団体の教祖となる。やがて、主人公・水上行人の幼馴染・若槻琴美も誘拐されて性的暴力を受けるが、行人によって救出される。
一方、卓司は信者達たちとともに一人ずつ学校の屋上から飛び降り自殺をする。
その後、行人は誰もいない学校の教室で、同級生の音無彩名とやり取りを交わすところで、物語は幕を下ろす。

## 登場人物
※声優情報はリメイク版のもの。
水上 行人（ミナカミ ユキト）
声 - 小次狼
第1章の主人公。無愛想で目つきが悪いが、根は優しい。OVAでは明るいお調子者タイプである。
若槻 琴美（ワカツキ コトミ）
声 - 東シヅ
第2章の主人公で行人の幼馴染。本作品のメインヒロイン。剣道部に所属している。成績優秀、スポーツ万能の才女だがそれを鼻にかけることのない気さくで親しみやすい性格。クラスでざくろに好意的に接していた唯一の人物。
高島 ざくろ（タカシマ ザクロ）
声 - 風花ましろ
第3章の主人公。物語冒頭で自殺するクラスメイト。内気で引っ込み思案な性格と、美しい容姿から反感を買いいじめに遭っていた。内面はかなり辛辣。OVAでは屈託のない明るい性格であり、琴美の親友である。
間宮 卓司（マミヤ タクジ）
声 - 佐山森
第4章の主人公。クラスメイト。女性的な容姿で、体型も華奢。ざくろ同様虐められっ子。巧みな話術でクラスメイト達を翻弄する。
音無 彩名（オトナシ アヤナ）
声 - 北大路ゆき
クラスメイト。幼く儚げな容姿と、不思議な雰囲気の持ち主。頭脳明晰で、琴美と首位を争う優等生。いじめられこそしてはいないが、クラスでは孤立している。狂気に陥るクラスメイト達を静観する。OVAでは冷静な普通の少女。
横山 やす子（ヨコヤマ ヤスコ）
声 - 秋野花
剣道部での琴美の後輩。可憐な顔立ちの小柄な少女。生真面目な性格と、丁寧過ぎる物腰から琴美からは苦手がられている。性格が正反対の義兄がいる。
清川 明日美（キヨカワ アスミ）
行人達のクラス担任。薄倖そうな面立ちの美女。卓司へのいじめを見て見ぬふりしてしまう。
リルル
声 - 花澤さくら
卓司の妄想の産物であるロリ系美少女。両性具有。

## スタッフ
- シナリオ - SCA-自
- 原画 - SCA-自、基4%、にのみー隊長

## 関連商品
- 小説 終ノ空　（ムービック 1999年12月 ケロＱ/原作、館山緑/文 ISBN 4-89601-463-4）
- OVA 終ノ空　（N43Project DVD 30分 2002年8月10日）